# 75式ドーザ
75式ドーザ（ななごうしきドーザ）は、陸上自衛隊の施設科が使用している装甲付のブルドーザーである。製造は小松製作所、愛称はビッグブルの他に、部隊内では「装甲ドーザ」や、単に「ドーザ」とも呼ばれる。

## 開発
戦闘下での土木作業が可能な、装甲を有する中型ドーザ程度のブルドーザーとして技術研究本部と小松製作所で共同開発された。1969年（昭和44年）から開発が始まり、1975年（昭和50年）に制式採用されている。約100両が生産された。

## 設計
民生用のブルドーザーの最高速度は10～15km/h程度に過ぎないのに対し、75式ドーザーは戦場における機動性が求められたため、戦車などの70km/hには及ばないながらも45km/hの速力を発揮可能である。足回りの構成も戦車型でサスペンションはトーションバー式。最小回転半径は約6.5m、登坂能力は最大約60％、渡渉能力を約1mまで有している。
前後2つの運転台を有し、作業時はドーザーブレード（排土板）側の運転台で、走行時には反対側の運転台で操縦する。これは排土板側を正面として高速走行した場合、十分な視界が得られなかったための策である。排土板側の運転台は回転式で、作業時、移動時にあわせて方向を変えることができる。ライトと方向指示器は車体の前後に取り付けられている。
排土板は中央から2つに分割されており、作業に応じて外反、内傾させることが可能である。輸送時には排土板の幅を縮めて行なう。エンジンは排土板側に搭載されている。装甲は小銃弾および砲弾片から防護できる程度のもので、操縦席の窓にはシャッターを下ろすことが可能である。

## 配備

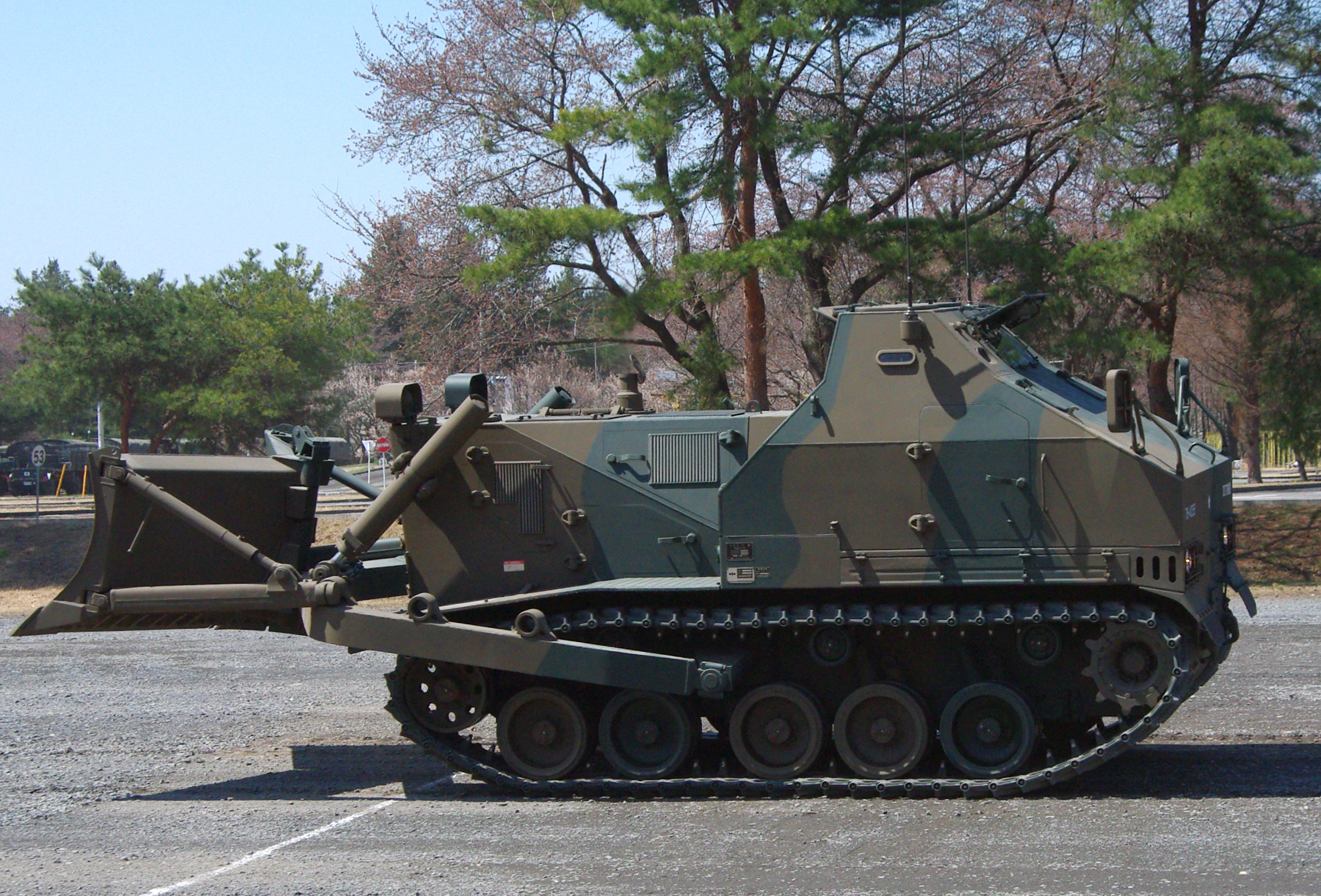
側面

主に建設工兵である施設団に配備されていたが、施設作業車の配備が進んだため方面施設部隊への配置転換が進んでいる。しかしながら施設作業車の毎年の調達がごく少数に限られているため、本州以南での師団・旅団施設部隊では未だ第一線装備として運用されている。
装甲を有する建設車両ということもあり、普賢岳火山災害やカンボジアPKOでも使用された。
施設作業車の配備が進まず、75式ドーザーの老朽化も進んだことから後継としてドーザ（装甲付き）が開発され、2023年（令和5年）に23式ドーザとして制式化された。

## 登場作品
『ゴジラvsビオランテ』･『ゴジラvsキングギドラ』
芦ノ湖と札幌へ、ゴジラ迎撃に向かう自衛隊の車列の中に確認できる。
『超空自衛隊』
オーストラリアへ災害派遣に向かう途中で、第二次世界大戦時にタイムスリップしてしまった陸上自衛隊施設科部隊の装備として登場。ガダルカナル島にて使用され、旧日本軍とともに旧アメリカ海兵隊陣地に突撃する。